# تمدد الشخص

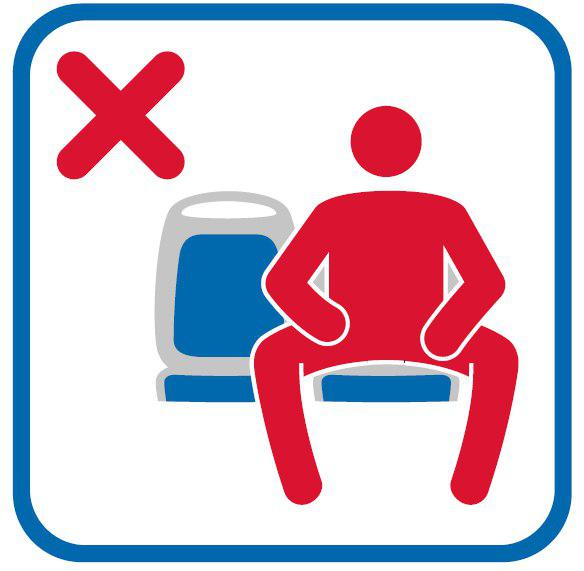
صورة تدل على أنَّ "رجل جالس" ممنوع

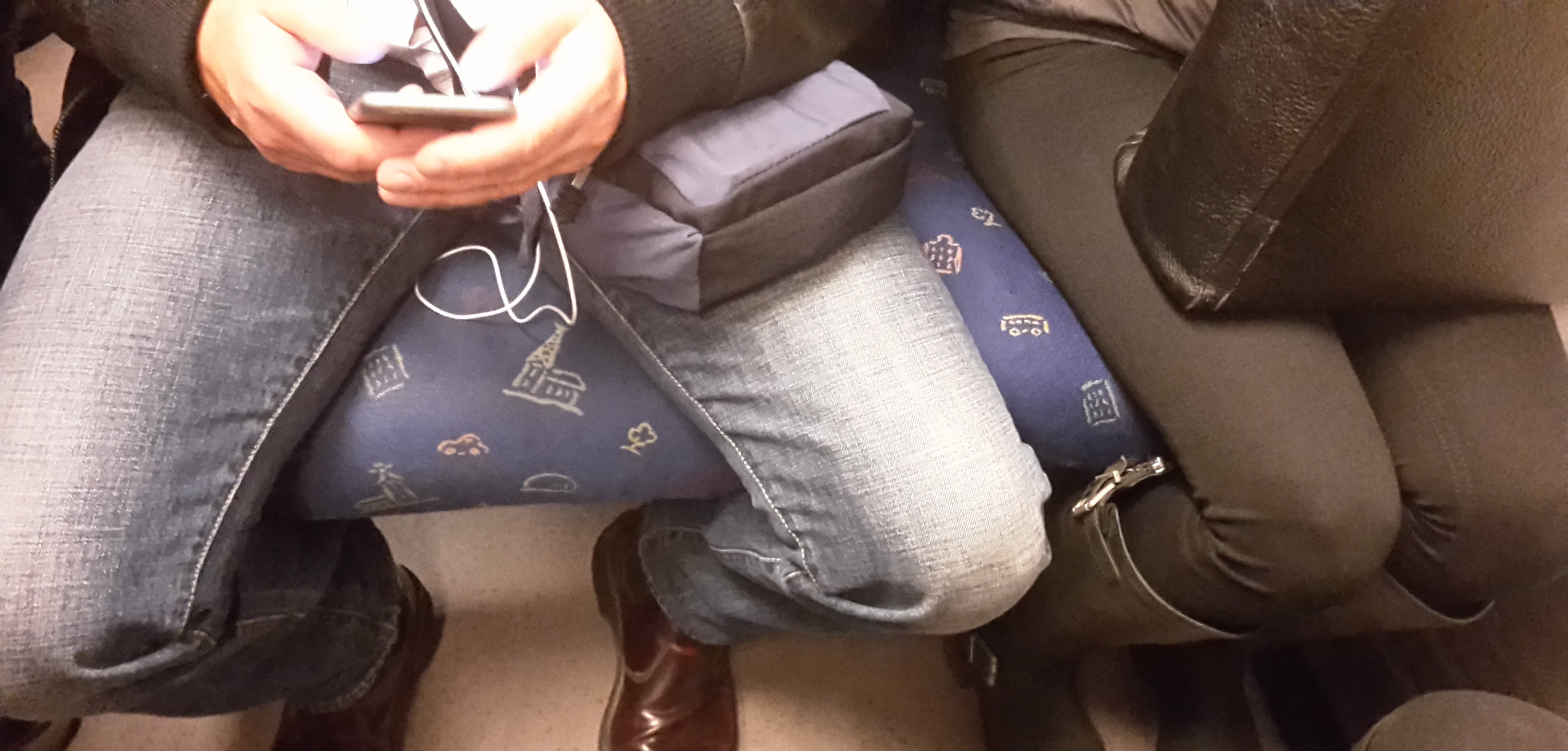
مثال على "مانسبريدينج" في مترو ستوكهولم

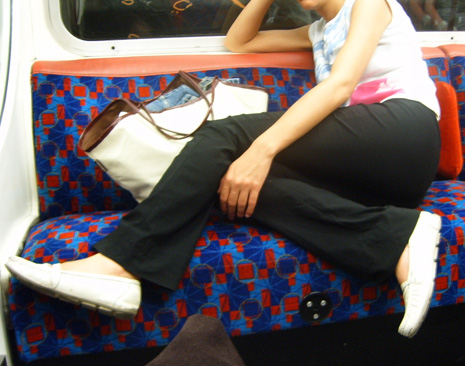
مثال لامرأة تحتل أكثر من مساحة راكب واحد في مترو أنفاق لندن

(بالإنجليزية Manspreading) (ترجمة حرفية للعربية: تمدد الشخص) وتعني الجلوس بساقين متباعدتين في وسائل النقل العامة؛ بحيث يحتل الشخص أكثر من المساحة المخصصة لراكب واحد. 

## تاريخ المصطلح
المانسبريدينج أحدثت ضجة على وسائل التواصل الإجتماعي، ومناقشات في في الولايات المتحدة والمملكة المتحدة وتركيا وكندا. 
بدأت المناقشة العامة عن طريقة الجلوس هذه في عام 2013 في مكافحة لالتحرش الجنسي في موقع التواصل الاجتماعي تمبلر؛ وظهر المصطلح بعد عام.

## استعماله
الحركات النسوية قامت باستعمال المصطلح واعتبار المانسبريدينج أحد أشكال التحرش الجنسي، ومن جهة أخرى رأى الكثير من الناس أن المانسبريدينج هو اعتداء على مساحة الغير يمكن أن يمارسه كلا الجنسين، وتم نشر الكثير من الصور لنساء يشغلن مساحة مفرطة بطريقة جلوسهن لانتقاد وجهة نظر الحركات النسوية.
وقد تم إضافة المصطلح في قاموس أكسفورد الإنجليزي في أغسطس 2015. 